# حمید غلامعلی
حمید غلامعلی (زادهٔ ۱۳۴۶) خوانندهٔ سبک پاپ و آهنگساز اهل ایران است. او در دههٔ هفتاد و نیمهٔ اول دههٔ هشتاد شمسی، یکی از خوانندگان پُرکارِ موسیقی در ایران بود. نخستین قطعهٔ موسیقی که او به عنوان خواننده تک خوان (سولیست) اجرا کرده‌است، تیتراژ زیر گنبد کبود معروف به «آقای حکایتی» به آهنگسازی بهرام دهقانیار در سال ۱۳۶۶ است. وی پس از سال‌ها سکوت، از دههٔ ۱۳۹۰ با تولید و اجرای قطعات جدید، به فعالیت خود ادامه داد.

## زندگی‌نامه
حمید غلامعلی سال ۱۳۴۶ در تهران متولد شد. او از سن ۷ سالگی فراگیری موسیقی را با نوازندگی پیانو و ویلن آغاز کرد. در سال ۱۳۵۹ خواندن در گروه کر را تجربه کرد و در سال ۱۳۶۳ همکاری خود را با گروه نوجوان رادیو، به عنوان خواننده آغاز کرد. اجرای تیتراژ مجموعهٔ تلویزیونی زیر گنبد کبود معروف به «آقای حکایتی» به آهنگسازی بهرام دهقانیار در سال ۱۳۶۶ و قطعهٔ مادر به آهنگسازی برادرش علی غلامعلی از نخستین آثار او به عنوان تک‌خوان بوده‌است. حمید غلامعلی در بیش از ۶۰۰ قطعه موسیقی به عنوان خواننده حضور داشته‌است. او غیر از فعالیت در زمینهٔ خوانندگی، به عنوان کارمند در بانک مشغول فعالیت است. او همچنین ضمن تدریس موسیقی در بخش‌های دیگری چون طراحی و نقاشی نیز فعالیت می‌کند.

## آلبوم‌ها
- خلیج فارس، ۱۳۷۴
- قبیله عشق
- حریم عشق
- دیباچه عشق
- به یاد تو
- مرداب

## تک ترانه‌ها
| نام ترانه   | ترانه‌سرا        | آهنگساز           | تنظیم             |
| ----------- | --------------- | ----------------- | ----------------- |
| ای آدما     | محمدعلی شیرازی  | مهرزاد مهربان پور | مهرزاد مهربان پور |
| اشک         | حمید لواسانی    | علی سراجیان       | حمید غلامعلی      |
| پرواز       | نیلوفر لاری پور | حمید غلامعلی      | حمید غلامعلی      |
| نای بی نوا  | محمدعلی شیرازی  | حمید غلامعلی      | محمدمهدی گورنگی   |
| دیدار آخر   | محمدعلی شیرازی  | مهرزاد مهربان پور | مهرزاد مهربان پور |
| نازنین      | سهیل محمودی     | مهرزاد مهربان پور | مهرزاد مهربان پور |
| باغ ستاره   | محمدعلی شیرازی  | مهرزاد مهربان پور | مهرزاد مهربان پور |
| مرداب       | بهمن میری       | حمید غلامعلی      | حمید غلامعلی      |
| یادگار      | بهمن میری       | حمید غلامعلی      | محمدمهدی گورنگی   |
| وسعت سبز    | سهیل محمودی     | شادمهر عقیلی      | شادمهر عقیلی      |
| بمون        | علیرضا تقی پور  | وحید اختری        | بهنام شهرکی       |
| کنج دنج     | سامی تحصیلداری  | نوید مولوی        | آرش آزاد          |
| عکس         | سامی تحصیلداری  | نوید مولوی        | آرش آزاد          |
| عزای بی کسی | محمد صالح‌علاء   |                   |                   |
| هزار شب     | احسان افشاری    | وحید مهراد        | وحید مهراد        |

## خوانندگی در فیلم و تلویزیون
وی در فیلم‌های زیر به عنوان خواننده همکاری کرده‌است:
- غریبانه، ۱۳۷۶
- بالاتر از خطر، ۱۳۷۵
- حامی، ۱۳۷۴
- ترانه هوای ابری، زخمی (فیلم)، ۱۳۷۶
- برنامهٔ تلویزیونی «زیر گنبد کبود»

## زندگی شخصی
حمید غلامعلی از سال ۱۳۷۲ به استخدام بانک ملی ایران درآمد و در همان سال نیز ازدواج کرد. همسر او در شهریور ۱۴۰۰ درگذشت.وی در آبانماه سال ۱۴۰۲ به افتخار بازنشستگی نائل آمد .